# Michel Pignard

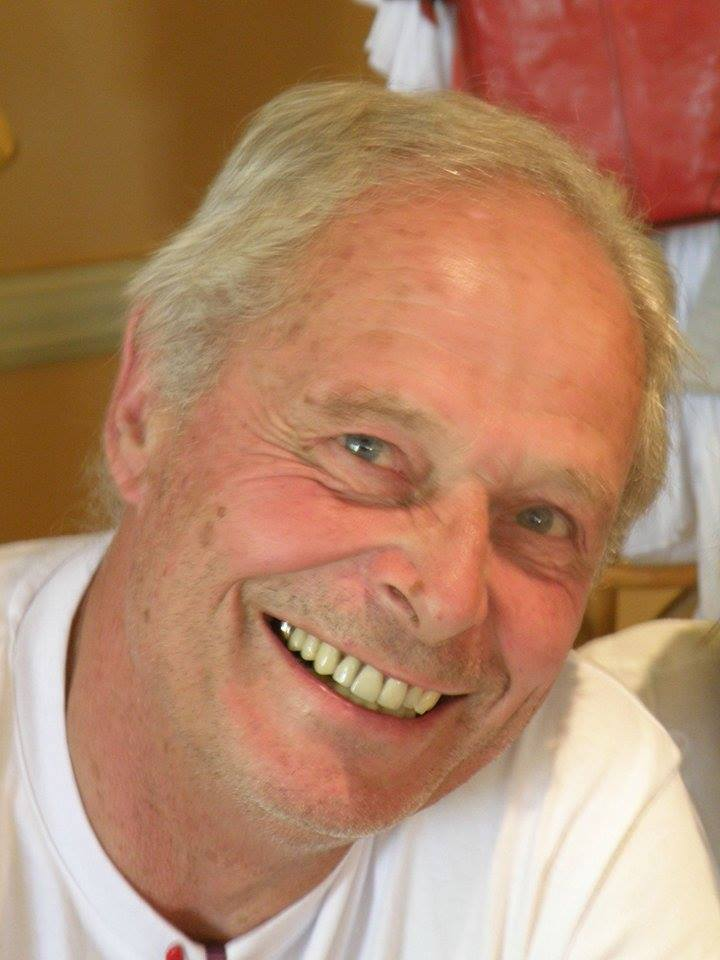
Michel Pignard (2016)

Michel Pignard (* 1. Februar 1945 in Lyon) ist ein ehemaliger französischer Rallye-  und Rundstreckenrennfahrer.

## Karriere als Rennfahrer
Michel Pignard kam noch während des Zweiten Weltkriegs als Sohn von Germaine und Paul Pignard zur Welt. Sein Vater betrieb eine Motorrad- und Automobil-Werkstatt in Lyon und bestritt nach Kriegsende Motorrad- und Autorennen. Er besaß einige interessante Fahrzeuge, mit denen er Rennen bestritt. Dazu gehörten ein BMW 328 und ein Osca MT4.
Michel Pignard machte in der Werkstatt seines Vaters, die inzwischen eine Volvo-Vertretung war, eine Lehre zum Automobil-Mechaniker. Schon als kleines Kind war er ständiger Gast in der Werkstatt und sein Vater, der eine Vorliebe für Spitznamen hatte, nannte ihn Nail Box. Später wurde er von seinen Freunden Pinuche gerufen; unter diesem Namen wurde er im französischen Motorsport bekannt. 1968 übernahm er in Crépieux-la-Pape die Garage seines Vaters und spezialisierte sich auf den Vertrieb und Reparatur von Modellen der Marke NSU.
Die Rennkarriere begann 1966 mit einem Volvo 144 bei Bergrennen. Pignard gewann eine Vielzahl an Bergrennen und wechselte Mitte der 1970er-Jahre von einem NSU TT auf Monoposto-Rennwagen von March. Mit einem 75S gewann er 1975 die Gruppe 5/7-Klasse und 1976 auf einem 762 die Gesamtwertung der französischen Bergmeisterschaft. Zweimal wurde er Vizemeister bei den Rennwagen in der Europa-Bergmeisterschaft. 1975 im March hinter Mauro Nesti, der die Saison mit Wagen von Lola und Chevron bestritt. 1980 ging er mit einem TOJ SC206 ins Rennen und wurde nur von Jean-Marie Alméras im Porsche 935 geschlagen. Insgesamt konnte er bis zum Ende seiner Karriere 20 Einzelrennen der Europameisterschaft für sich entscheiden.
Im Sportwagensport war er in erster Linie beim 24-Stunden-Rennen von Le Mans am Start. Gleich bei seinem ersten Einsatz 1977 erreichte mit dem sechsten Endrang seine beste Platzierung im Schlussklassement. Dieser Rang, herausgefahren mit Partnern Jacques Henry und Albert Dufréne im Chevron B36 war gleichbedeutend mit Sieg in der Klasse für Sportwagen bis 2-Liter-Hubraum. Einen zweiten Erfolg in dieser Klasse erreichte er 1978. In den 1980er-Jahren fuhr er in Le Mans für Welter Racing, dem Team des Peugeot-Designers Gérard Welter. In dieser Phase war die beste Platzierung ein 17. Endrang 1985 mit Jean Rondeau und Jean-Daniel Raulet im WM P85.
Während seiner gesamten Karriere bestritt er immer wieder Rallyes. 1992 gewann er auf einem Citroën Visa 1000 Pistes die Ronde Régionale du Jura, einen Lauf zur französischen Rallye-Meisterschaft. Nach dem Ablauf der Saison 1995 trat er vom aktiven Rennsport zurück.

## Statistik

### Le-Mans-Ergebnisse
| Jahr | Team                       | Fahrzeug    | Teamkollege      | Teamkollege        | Platzierung             | Ausfallgrund    |
| ---- | -------------------------- | ----------- | ---------------- | ------------------ | ----------------------- | --------------- |
| 1977 | Racing Organisation Course | Chevron B36 | Jacques Henry    | Albert Dufréne     | Rang 6 und Klassensieg  |                 |
| 1978 | ROC La Pierre du Nord      | Chevron B36 | Lucien Rossiaud  | Laurent Ferrier    | Rang 11 und Klassensieg |                 |
| 1979 | WM A.E.R.E.M.              | WM P79      | Jacques Coulon   | Serge Saulnier     | Ausfall                 | Aufhängung      |
| 1980 | Hubert Striebig            | Toj SM01    | Hubert Striebig  | Mario Ketterer     | Ausfall                 | Zündung         |
| 1981 | WM A.E.R.E.M               | WM P79/80   | Thierry Boutsen  | Serge Saulnier     | Ausfall                 | Unfall          |
| 1982 | WM Esso                    | WM P82      | Didier Theys     | Jean-Daniel Raulet | Ausfall                 | Getriebeschaden |
| 1983 | WM Secateva                | WM P83      | Didier Theys     | Jean-Daniel Raulet | Ausfall                 | Motor überhitzt |
| 1984 | WM Secateva                | WM P83B     | Pascal Pessiot   | Jean-Daniel Raulet | Ausfall                 | Motor überhitzt |
| 1985 | Welter Racing              | WM P83B     | Jean Rondeau     | Jean-Daniel Raulet | Rang 17                 |                 |
| 1986 | WM Secateva                | WM P85      | François Migault | Jean-Daniel Raulet | Ausfall                 | Motorschaden    |